# كيث بي. ماكوتشون
كيث بي. ماكوتشون (بالإنجليزية: Keith B. McCutcheon) هو ضابط أمريكي، ولد في 10 أغسطس 1915 في أوهايو في الولايات المتحدة، وتوفي في 13 يوليو 1971 في بيثيسدا في الولايات المتحدة.